# 麦迪逊维尔 (肯塔基州)
麦迪逊维尔（英語：Madisonville），是美国肯塔基州的一座城市。建立于1807年，面积约为48.4平方公里（18.7平方英里）。根据2010年美国人口普查，该市的人口为19,591人。